# Kawau
Kawau – wyspa w Zatoce Hauraki, w pobliżu północno-wschodniego brzegu Wyspy Północnej w Nowej Zelandii, 50 km na północ od Auckland.

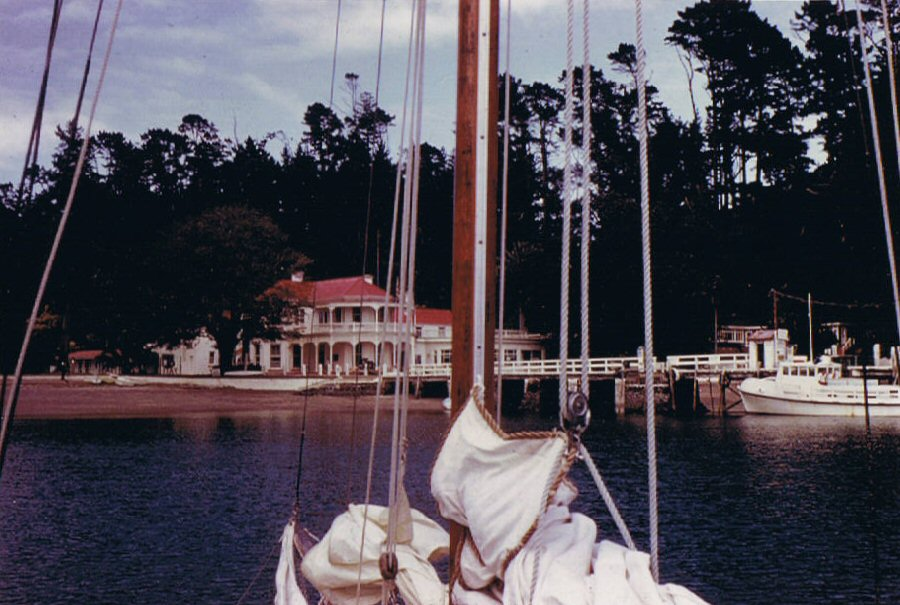
Dawna siedziba gubernatora Nowej Zelandii, G.E. Greya, stan w 1967

W pierwszej połowie XIX wieku europejscy osadnicy odkryli tu rudy manganu i miedzi (kowelin), do pozyskiwania których wybudowali tu w 1844 kopalnię, uznawaną za pierwsze tego rodzaju przedsiębiorstwo w Nowej Zelandii. 
Obecnie tak stara kopalnia, jak i znaczna część powierzchni wyspy jest częścią parku narodowego.